# Phryganoporus candidus
Espèce
Synonymes
- Amaurobius candidus L. Koch, 1872
- Amaurobius gausapatus Simon, 1906
- Phryganoporus gausapatus occidentalis Simon, 1908
- Phryganoporus tubicola Simon, 1908

Phryganoporus candidus est une espèce d'araignées aranéomorphes de la famille des Desidae.

## Distribution
Cette espèce est endémique d'Australie.

## Description
Le mâle décrit par Gray en 2002 mesure 6,25 mm et la femelle 7,80 mm. La carapace des mâles mesurent de 2,8 à 4,7 mm et celle des femelles de 2,4 à 3,5 mm.

## Publication originale
- L. Koch, 1872 : Die Arachniden Australiens. Nürnberg, vol. 1, p. 105-368 (texte intégral).